# Lexikalischer Ton
Lexikalischer Ton ist ein Begriff der Prosodie und bezeichnet die Nutzung der Höhe oder des Verlaufs der Grundfrequenz einer Silbe als distinktives Merkmal der Morpheme Man unterscheidet zwischen einem Registerton mit konstanter Höhe und einem Konturton, der während seiner Dauer die Höhe wechselt. Konturtöne sind ein markantes Charakteristikum der Tonsprachen, ein bekanntes Beispiel sind die chinesischen Sprachen und Thai Sprachen.